# Banguingui
Banguingui, ou Tongkil, est une localité de la province de Sulu, aux Philippines. En 2015, elle compte 24 161 habitants.